# Gat marbrat
El gat marbrat (Pardofelis marmorata) és un fèlid petit del qual se sap poca cosa. Viu als boscos del sud-est asiàtic. Tot i que és prou distint per tenir el seu propi gènere i que anteriorment se'l classificava amb els panterins, avui en dia es creu que el gat marbrat és un parent proper del gat daurat asiàtic i el gat de Borneo (gènere Catopuma). Se'n reconeixen dues subespècies: P. m. marmorata (sud-est asiàtic) i P. m. charltoni (Nepal).

## Descripció
L'aspecte físic del gat marbrat sovint és comparat amb el del seu parent més proper, la pantera nebulosa. Té una mida semblant a la del gat domèstic, tot i que és més gran i esvelt. Els joves tenen clapes de color marró fins que assoleixen la marques d'adult, als voltants dels 4 mesos de vida. El seu pelatge és suau i ple de grans taques que són molt variables en mida i forma. El color de fons és groc marronós i està cobert de taques de mida gran que són més pàl·lides al centre i estan envoltades d'un anell negre. Té grans taques trencades als costats i línies negres al cap, al coll i l'esquena. Aquests patrons tendeixen a ser més petits que els de la pantera nebulosa i es fusionen entre ells recordant el marbre (d'aquí el seu nom). Bandes interrompudes van de la cantonada dels ulls cap al cap. Les orelles són curtes, arrodonides i de color negre, i tenen una taca blanca o de color beix a la part posterior. La barbeta i el llavi superior també són de color blanc o beix. La cua també presenta taques, té l'extrem de color negre, i fa prop de tres quartes parts de la longitud del cos. La mida del seu cos varia entre 45 i 61 centímetres, mentre que la cua fa entre 35 i 55 centímetres. L'alçada a les espatlles és de 28 centímetres de mitjana. Els gats marbrats tenen uns peus relativament grans amb uns coixinets molts grans a les plantes. Tenen uns canins molt grans amb relació a altres felins de la seva mida. L'òrbita de l'ull està envoltada per un anell ossi complet, un fet inusual entre els fèlids.

## Hàbitat i distribució
S'han observat gats marbrats en una gran varietat d'hàbitats que van des del nivell del mar fins als 3.000 metres d'altitud. Poden viure en boscos mixtos (de fulla perenne i caducifòlia), boscos secundaris, clarianes, boscos joves i matollars rocosos. La majoria de fonts descriuen a aquesta espècie com a principalment arbòria. No obstant això, molts del registres que parlen del gat marbrat són observacions aïllades, i el seu hàbitat i distribució podrien ser més àmplies que les que es consideren actualment.
El gat marbrat viu des de l'est de l'Himàlaia fins al nord de Myanmar i a la regió d'Indoxina. Aquest distribució inclou zones del nord de l'Índia, el Nepal, Sikkim, Assam, Myanmar, Laos, Tailàndia, el Vietnam, Cambodja, la part peninsular de Malàisia, Sumatra i Borneo.

## Comportament
En captivitat, els gats marbrats són dòcils i es diu que són fàcils de domesticar. Es caracteritzen per ser molt actius i amb una gran capacitat per grimpar i saltar. Les seves potes davanteres tenen membranes interdigitals, són flexibles, i tenen uns coixinets a les plantes que són el doble d'ample que de llarg. També tenen unes urpes retràctils que els permet escalar fàcilment. Els gats marbrats tenen una cua gruixuda que fa entre 35 i 54 centímetres de llarg (un 75% o més de la mida del seu cos) que li proporciona equilibri. El seu comportament i la seva morfologia suggereixen una vida semi-arbòria. La manca d'informació fa difícil treure conclusions sobre el seu patró d'activitat.

## Dieta
Es creu que el gat marbrat caça principalment ocells i petits mamífers arboris. Entre els mamífers, s'alimenta d'esquirols, tupàids, rates i ratolins, petits primat, i ratpenats. Es creu que la seva presa principal són ocells de fins a la mida dels faisans. A més també s'alimenta de llangardaixos, granotes e insectes.

## Reproducció
Els gats marbrats són animals solitaris. Totes les observacions fetes sobre aquesta espècie han estat sobre un únic individu, amb l'excepció d'un cas en el qual es va observar una parella creuant un rierol a Tailàndia. S'ha suggerit que les parelles només es formen durant un període breu de temps per permetre l'aparellament. Gairebé no hi ha informació sobre el sistema d'aparellament d'aquesta espècie.
Rarament vist a la natura, no hi ha actualment informació sobre el seu sistema reproductiu observat al seu hàbitat natural. En unes poques ocasions han donat a llum en captivitat, amb 2 ventrades de 2 gatets cadascuna i una altra de 4 gatets. El zel es produeix mensualment, sense variacions estacionals en animals captius. Un cop prenyada, la femella té un període de gestació que té una durada que varia entre 66 i 82 dies. Els gatets en captivitat poden començar a menjar aliment sòlid als voltants del 59è dia, el qual pot indicar un deslletament prematur a la natura. A més de la gestació, la lactància i l'alimentació complementària, és probable que sigui el moment d'ensenyar a les cries a caçar, el qual només deixa temps per un única ventrada per any. Una ventrada tinguda en captivitat que donà lloc al naixement de 4 gatets, es va veure reduïda a un únic gatet, presumiblement a causa de l'infanticidi matern. Si l'infanticidi és comú a la natura i no només el resultat de l'estrès de la captivitat, o la fertilització pot superposar-se al naixement de cries, seria possible que el gat marbrat tingués més d'una ventrada per any. Els gatets comencen a caminar al quinzè dia, encara que no desenvolupen tot el moviment fins al 65è dia. Abans que mostrin la seva capacitat per saltar i grimpar és probable que es mantinguin sota la protecció de la mare, així com de les seves taques de color críptic per amagar-se. El gat marbrat assoleix la maduresa sexual als voltants dels 2 anys.
No hi ha documentació sobre la cria dels pares. No obstant això, com la majoria de petits felins, les femelles dediquen molta atenció a les cries durant la gestació i la lactància, i probablement també després del deslletament i l'aprenentatge. Amb menys de 100 grams en néixer, els gatets desenvolupen ràpidament la dentadura completa. Obren els ulls completament al voltant del 15è dia i són capaços de caminar als voltants del 22è dia.
L'esperança de vida a la natura pot variar. En captivitat el cas més extrem visqué 12 anys i 3 mesos.

## Comunicació
Igual que els gats domèstics, s'ha observat que el gat marbrat emet roncs i miols, els quals s'han descrit com a sons discontinus. Els gats marbrats tenen una bona visió amb poca llum, de la qual depenen fortament. El seu crani petit i arrodonit amb les fosses nasals amples i aplanades, li proporciona una clara visió frontal. Aquesta morfologia, juntament amb els seus grans ulls de color ambre amb les pupil·les el·líptiques orientades verticalment, li proporcionen una capacitat màxima de captar la llum i una visió telescòpica, necessària per moure's en condicions d'escassa lluminositat.

## Depredadors
El color críptic dels gats marbrats, el seu caràcter extremadament acurat, i les seves costums arbòries, l'ajuden a evitar a la majoria de depredadors. Els seus excepcionalment llargs canins en relació al crani, combinats amb la seva actitud ferotge quan se senten atrapats, representen una defensa formidable. No s'ha observat depredació sobre el gat marbrat.

## Estat de conservació
Es creu que la població de gat marbrat es troba formada per uns 10.000 individus. La seva raresa natural i la seva naturalesa solitària, fan difícils de calcular estimacions precises. Donat que és rar, no és comú trobar-ne pells i carns als mercats. Hi ha països on la caça controlada està permesa (Laos i Singapur) i països que no ofereixen cap mena de protecció fora dels parcs (Bhutan and Brunei). A causa del fet que són sensibles a les pertorbacions humans, ràpidament abandonen les àrees on hi viuen. Depenen d'hàbitats forestals intactes, fet que fa que siguin vulnerables a la destrucció d'hàbitat deguda a la tala d'arbres, l'agricultura i el desenvolupament.